# Kate Welsh
Kate Welsh es una autora estadounidense de novelas románticas contemporáneas.
Welsh sufre de problemas musculares en los ojos que le causaron dificultades para leer. Aunque nunca había leído un libro por placer, su marido la alentó a tratar de escribir un libro. Mientras leía el libro que ella misma había escrito, Welsh ejercitó sus músculos oculares, ayudando a fortalecerlos y así solucionó muchos de sus problemas de lectura.
Mientras trabajaba para ser publicada, Welsh se unió a Romance Writers of America (en español Escritores románticos de América). Debido a sus propias dificultades en la lectura, Welsh estaba interesada en trabajar en proyectos de alfabetización. En 1996, presidió la RWA's Readers for Life Literacy book signing. El mismo año, recibió el premio al servicio regional de RWA por su trabajo en problemas de alfabetización.
La primera novela de Welsh, "For the Sake of Her Child", fue publicada en 1998 por Harlequin's Steeple Hill. 
Ha sido nominada cuatro veces para los premios Romantic Times Reviewer's Choice Awards.

### Novelas
- For the Sake of Her Child (1998)
- Never Lie to an Angel (1999)
- A Family for Christmas (1999)
- Small-Town Dreams (2000)
- Their Forever Love (2000)
- The Girl Next Door (2001)
- Silver Lining (2002)
- Mountain Laurel (2002)
- A Love Beyond (2003)
- Her Perfect Match (2003)
- Substitute Daddy (2003)
- Home to Safe Harbor (2003)
- Abiding Love (2004)
- Autumn Promises (2004)
- Redeeming Travis (2004)
- Joy in His Heart (2005)
- The Doctor's Secret Child (2006)
- A Bargain Called Marriage (2007)
- For Jessie's Sake (2008)

### Antología en colaboración
- Where the Heart Is (2003) (con Irene Brand y Marta Perry)